# 韋特盧加河
韋特盧加河是俄羅斯的河流，位於基洛夫州、科斯特羅馬州、馬里埃爾共和國和下諾夫哥羅德州，屬於伏爾加河的左支流，河道全長889公里，流域面積39,400平方公里，河道可讓船隻航行。支流有乌斯塔河、沃赫马河、大卡克沙河、小卡克沙河等。河畔城鎮有沙里亞和韋特盧加。